# D1秒
《D1秒》（《The First Second》）是唐禹哲的第三張大碟，在2010年6月24日推出，專輯的第一主打歌《I'm Back》由韓國女子組合f(x)成員Amber（劉逸雲）演唱說唱部分，而第二主打歌《灰色河堤》則由唐禹哲個人獨自作曲、作詞及監製，這也是他首次同時作曲和作詞。

## 唱片版本
2010年6月24日發售
- Dance舞動個性版：1片CD及1片DVD，DVD有《I'm Back》的音樂錄影帶之先看版本和其拍攝花絮，預購版加送兩枚徽章。
- Touch型男魅力版：1片CD，附寫真集，預購版加送檔案夾和貼紙。

2010年7月23日發售
- 陪你消暑酷愛版：1片CD，附寫真明信片和小海報。[1]
- 燃燒熱力影音版：1片CD及1片DVD，DVD有《I'm Back》、《灰色河堤》及《放過你自己吧》的音樂錄影帶和其拍攝花絮。[2]

## 媒體使用
灰色河堤
韓劇《妻子的誘惑》台灣版片頭曲
陪你
韓劇《流星花園》 & 《宮》台灣版插曲
放過你自己吧
韓劇《不像三兄弟》台灣版片頭曲
Be with You
韓劇《我叫金三順》台灣版片尾曲
淚偶
韓劇《麻辣鮮師》台灣版片尾曲

## 收錄曲目
CD
| 曲序 | 曲名            | 作曲                                | 作詞           | 編曲   | 附註                                                  |
| 01   | I'm Back        | Vincent Degiorgio Niklas Pettersson | Abbie Wang     | 林邁可 | 第一主打歌 原曲為《Unzip》 Feat. F(x)成員Amber        |
| 02   | 灰色河堤        | 唐禹哲                              | 唐禹哲         | 何官錠 | 第二主打歌                                            |
| 03   | 陪你            | 陳忠義                              | 陳忠義、陳綺萱 | 呂紹淳 | 第五主打歌                                            |
| 04   | 放過你自己吧    | 陳熙                                | 葛大為、陳熙   | 陳熙   | 第三主打歌                                            |
| 05   | Be with You     | 金大洲                              | Abbie Wang     | 陳軍伍 | 第四主打歌                                            |
| 06   | 不成文規定      | 金大洲                              | 嚴云農         | 陳磊   |                                                       |
| 07   | 你那首歌        | 李榮浩                              | 嚴云農         | 陳磊   |                                                       |
| 08   | You Are the One | 陳孟奇                              | Abbie Wang     | 陳偉   |                                                       |
| 09   | 淚偶            | 李榮浩                              | 馬嵩惟         | 陳偉   |                                                       |
| 10   | 開心對不對      | 文胜南 鄭載祐（정재우）                   | 周煒傑         | 洪信傑 | 改編MBC電視劇《Pasta》Every Single Day的《Lucky Day》 |

DVD
1. 《I'm Back》MV
2. 《I'm Back》MV幕後直擊
3. 《灰色河堤》MV
4. 《灰色河堤》MV幕後直擊
5. 《放過你自己吧》MV
6. 《放過你自己吧》MV幕後直擊

## 音樂錄影帶
| 歌名                               | 執導   | 首播日期      | 首播頻道      | 附註 |
| ---------------------------------- | ------ | ------------- | ------------- | ---- |
| I'm Back（页面存档备份，存于）     | 比爾賈 | 2010年6月2日  | MTV           |      |
| 灰色河堤（页面存档备份，存于）     | 黃中平 | 2010年6月24日 | youtube       |      |
| 放過你自己吧（页面存档备份，存于） | 黃中平 | 2010年7月23日 | Channel V.MTV |      |
| Be with You（页面存档备份，存于）  | ？     | 2010年7月30日 | MTV           |      |
| 陪你（页面存档备份，存于）         | ？     | 2010年8月7日  | ？            |      |

## 外部連結
- yesasia.com，: D1秒 (Touch型男魅力版) (預購版)（页面存档备份，存于），2010年7月7日 (三) 14:45 (UTC+8)查閱，（繁體中文）
- yesasia.com，: D1秒 (Dance舞動個性版) (預購版)（页面存档备份，存于），2010年7月7日 (三) 14:46 (UTC+8)查閱，（繁體中文）